# あずみ野インターパーク
あづみ野インターパーク（あづみのインターパーク）は、長野県安曇野市豊科田沢及び豊科南穂高にあるショッピングセンターである。株式会社南花見田開発が運営する。

## 概要
安曇野インターチェンジ東側に長野道を挟んで隣接する。A街区からC街区に分かれており、コメリ側に管理事務所がある。
テナントのうち、原信及びコメリパワーが中信地方、家電量販店のケーズデンキが安曇野市にそれぞれ初進出である。B街区のニトリは国内740店舗目。ニトリとドコモショップはスワンガーデン安曇野から、牛角はイオン豊科店付近、三宝亭は南穂高寺所からの移転である。

## テナント

### A街区
（出典：）
- コメリパワー安曇野店（ホームセンター）
- あずみ野インターパーク管理事務所

### B街区
（出典：）
- ニトリあづみ野インターパーク店（インテリア）
- ドコモショップ安曇野インター店（携帯電話）
- 牛角安曇野店（飲食店(焼肉)）
- 三宝亭安曇野店（飲食店(ラーメン)）
- SunWashing あづみ野インターパーク店（コインランドリー）

### C街区
（出典：）
- 原信安曇野店[6]（スーパーマーケット）
- ケーズデンキ安曇野店[7]（家電量販店）
- 巴屋クリーニング原信安曇野店[注 2](クリーニング)
- 銀座コージーコーナー原信安曇野[注 3]（デザート）

## アクセス
- 長野自動車道安曇野インターチェンジ東側隣接
- JR東日本大糸線豊科駅から車で7分、徒歩で30分（約2.4 km）
- JR東日本篠ノ井線田沢駅から車で3分、徒歩で18分（約1.3 km）
- 安曇野市コミュニティバス 豊科駅・田沢駅路線 スワンガーデン前バス停
- 高速バス 長野道安曇野バス停

## 近隣の商業施設
- スワンガーデン安曇野
- イオン豊科店
- 穂高ショッピングパーク
- あづみのショッピングプラザ